# Chiosmassakern

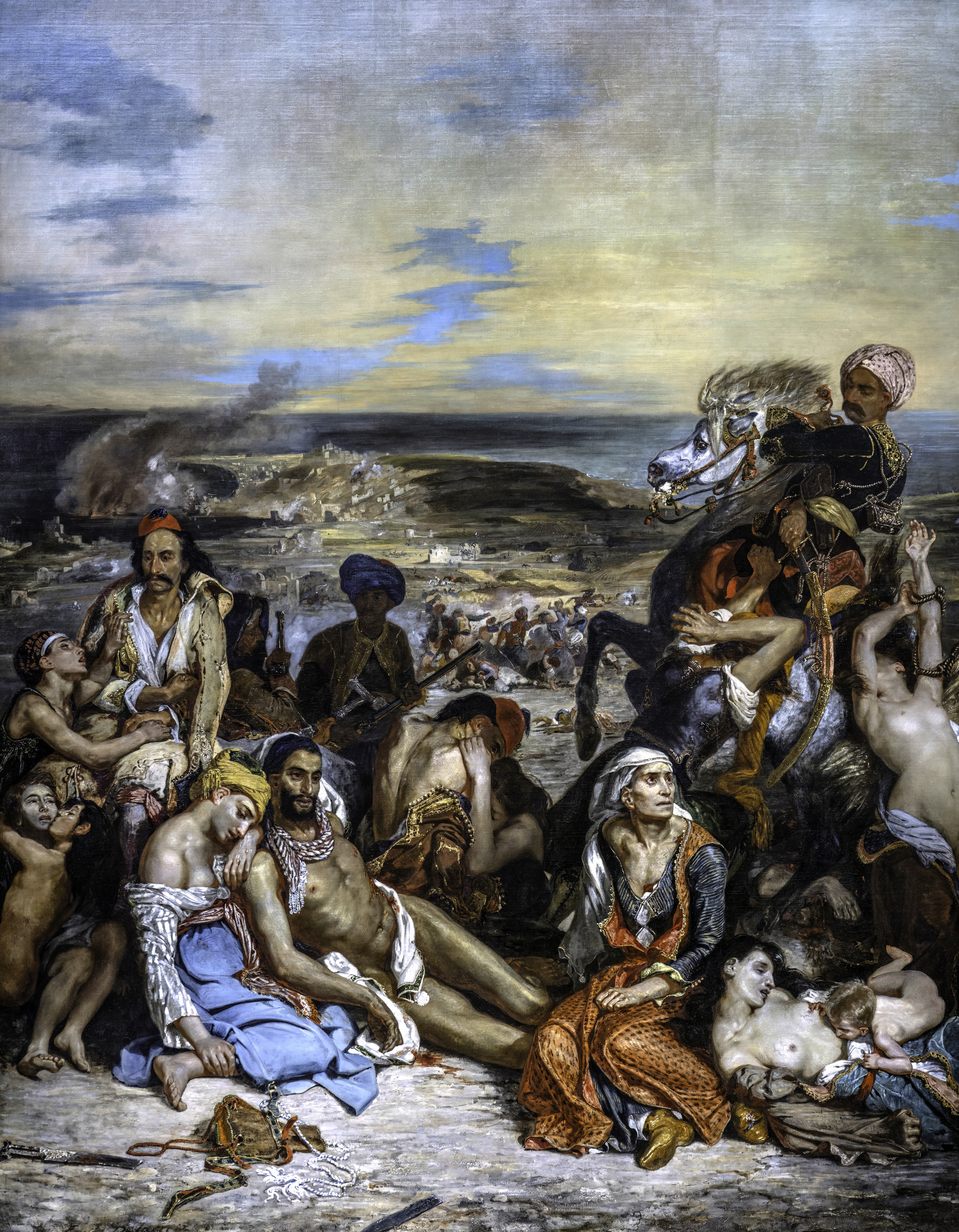
Eugène Delacroix, Chiosmassakern, 1824.

Chiosmassakern (grekiska: Η σφαγή της Χίου) var en massaker som ägde rum på den grekiska ön Chios under det grekiska frihetskriget mellan mars och augusti 1822. Den utfördes av osmanska rikets trupper mot den grekiska befolkningen på ön och resulterade i att fyra femtedelar av öns grekiska innevånare flydde från ön, dödades eller togs som slavar. Det uppskattas att ungefär 20 000 personer flydde från ön, medan upp till 100 000 personer dödades eller togs som slavar under massakern. Chiosmassakern ledde till skandal i Europa, som ökade stödet för Greklands självständighetskamp världen över. 
Bakgrunden till massakern var att grekiska revolutionärer från Morea (Peloponessos) och andra öar anlände till Chios för att uppmuntra öns innevånare att delta i frihetskriget och resa sig i uppror mot Osmanska riket. Under mars 1822 anlände grekiska revolutionärer från Samos till Chios och ön reste sig i uppror och attackerade osmanska soldater. Som svar landsattes den 22 mars osmanska trupper på ön som attackerade och brände dess centralort och sedan spred sig över hela ön för att slå ned allt motstånd. Ön hade omkring 120 000 innevånare vid tiden för attacken, av vilka ungefär 10 000 eller 20 000 lyckades fly från ön; mellan 25 000 och 50 000 personer uppskattas ha dödats, medan mellan 45 000 och 50 000 personer tillfångatogs och förslavades i enlighet med de islamiska slavlagarna om förslavande av kafir från dar al-harb. 